# Trzeci rząd lorda Derby

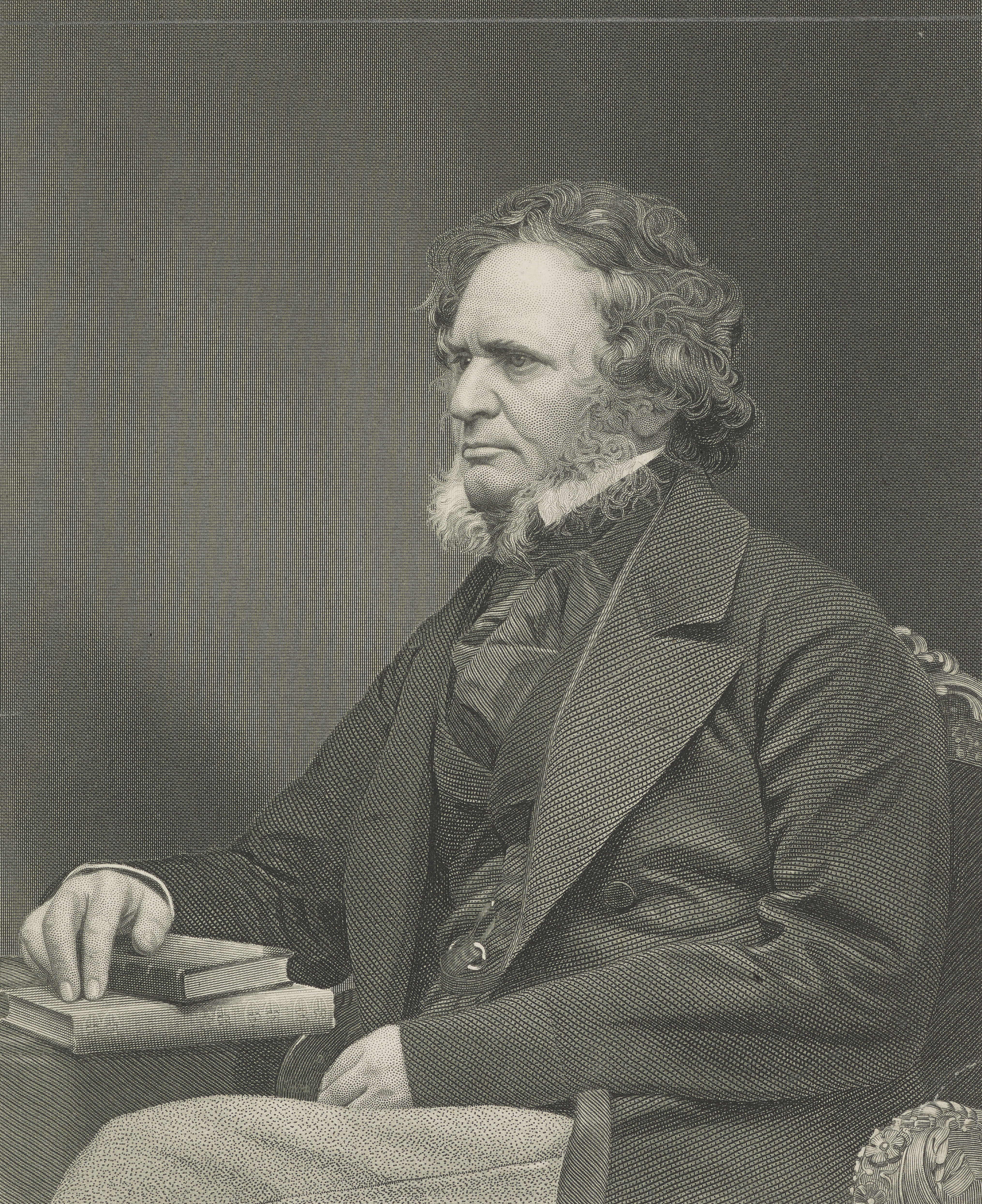
Hrabia Derby, premier, pierwszy lord skarbu, przewodniczący Izby Lordów

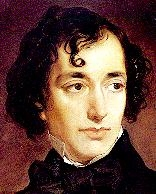
Benjamin Disraeli, kanclerz skarbu, przewodniczący Izby Gmin

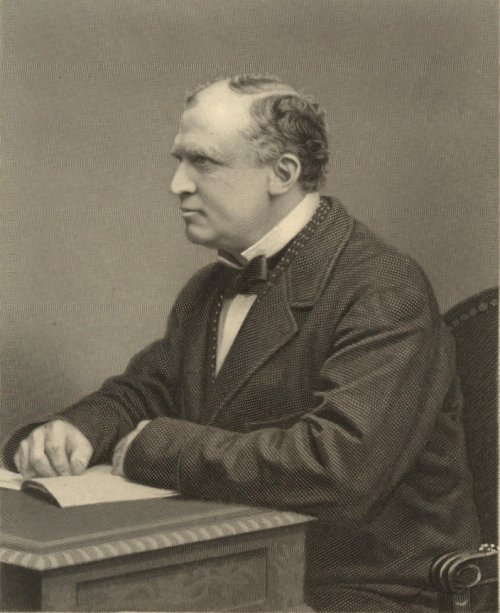
Lord Stanley, minister spraw zagranicznych

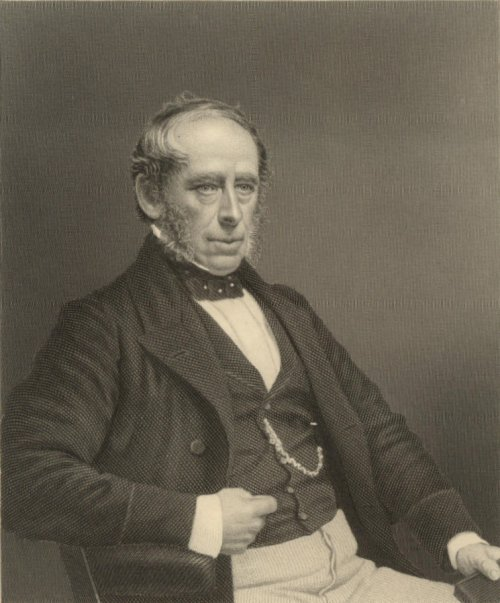
John Pakington, pierwszy lord Admiralicji, minister wojny

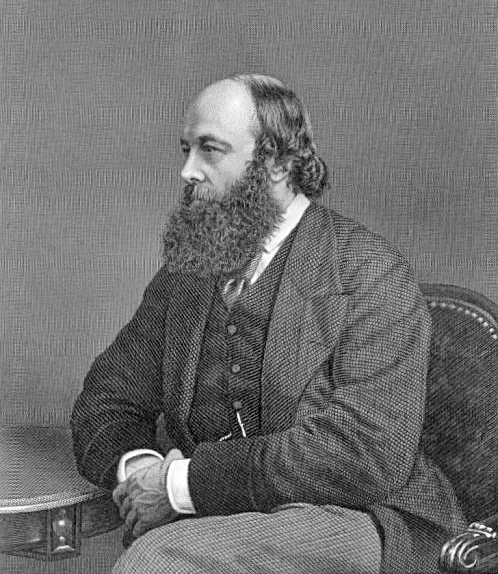
Wicehrabia Cranborne, minister ds. Indii

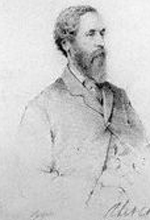
Markiz Hamilton, lord namiestnik Irlandii

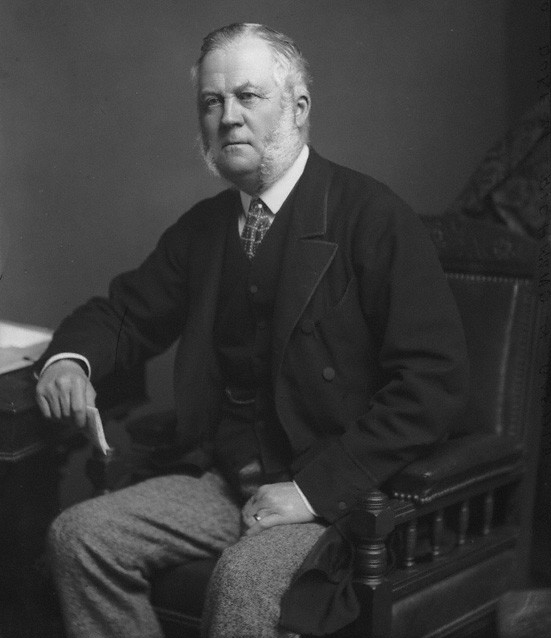
Książę Richmond, przewodniczący Zarządu Handlu

Trzeci rząd pod przewodnictwem Edwarda Stanleya, 14. hrabiego Derby, istniał od 28 czerwca 1866 do 25 lutego 1868 r.
Członków ścisłego gabinetu wyróżniono tłustym drukiem.

## Skład rządu
| Urząd                                                   | Imię i nazwisko | Kadencja                                |
| ------------------------------------------------------- | --- | --------------------------------------- |
| Premier Pierwszy lord skarbu Przewodniczący Izby Lordów | Edward Stanley, 14. hrabia Derby | 1866–1868                               |
|                                                         | |                                         |
| Kanclerz skarbu Przewodniczący Izby Gmin                | Benjamin Disraeli | 1866–1868                               |
| Parlamentarny sekretarz skarbu                          | Thomas Edward Taylor | 1866–1868                               |
| Finansowy sekretarz skarbu                              | George Ward Hunt | 1866–1868                               |
| Młodsi lordowie skarbu                                  | Gerard Noel Graham Graham-Montgomery Henry Whitmore | 1866–1868                               |
| Lord kanclerz                                           | Frederic Thesiger, 1. baron Chelmsford | 1866–1868                               |
| Lord przewodniczący Rady                                | Richard Temple-Grenville, 3. książę Buckingham i Chandos John Spencer-Churchill, 7. książę Marlborough | 1866–1867 1867–1868                     |
| Lord tajnej pieczęci                                    | James Harris, 3. hrabia Malmesbury | 1866–1868                               |
| Minister spraw wewnętrznych                             | Spencer Horatio Walpole Gathorne Hardy | 1866–1867 1867–1868                     |
| Podsekretarz stanu w ministerstwie spraw wewnętrznych   | Somerset Lowry-Corry, 4. hrabia Belmore James Fergusson | 1866–1867 1867–1868                     |
| Minister spraw zagranicznych                            | Edward Stanley, lord Stanley | 1866–1868                               |
| Podsekretarz stanu w ministerstwie spraw zagranicznych  | Edward Christopher Egerton | 1866–1868                               |
| Minister wojny                                          | Jonathan Peel John Pakington | 1866–1867 1867–1868                     |
| Podsekretarz stanu w ministerstwie wojny                | William Pakenham, 4. hrabia Longford | 1866–1868                               |
| Minister ds. kolonii                                    | Henry Herbert, 4. hrabia Carnarvon Richard Temple-Grenville, 3. książę Buckingham i Chandos | 1866–1867 1867–1868                     |
| Podsekretarz stanu w ministerstwie ds. kolonii          | Charles Adderley | 1866–1868                               |
| Minister ds. Indii                                      | Robert Gascoyne-Cecil, wicehrabia Cranborne Stafford Northcote | 1866–1867 1867–1868                     |
| Podsekretarz stanu w ministerstwie ds. Indii            | James Fergusson Charles Hepburn-Stuart-Forbes-Trefusis, 20. baron Clinton | 1866–1867 1867–1868                     |
| Pierwszy lord Admiralicji                               | John Pakington Henry Lowry-Corry | 1866–1867 1867–1868                     |
| Sekretarz przy Admiralicji                              | Henry Lennox | 1866–1868                               |
| Cywilny lord Admiralicji                                | Charles du Cane | 1866–1868                               |
| Główny sekretarz Irlandii                               | Richard Bourke, lord Naas | 1866–1868                               |
| Lord namiestnik Irlandii                                | James Hamilton, 2. markiz Abercorn | 1866–1868                               |
| Przewodniczący Rady Praw Biednych                       | Gathorne Hardy William Courtenay, 11. hrabia Devon | 1866–1867 1867–1868                     |
| Parlamentarny sekretarz przy Radzie Praw Biednych       | Ralph Anstruther Earle George Sclater-Booth | 1866–1867 1867–1868                     |
| Minister bez teki                                       | Spencer Horatio Walpole | 1867–1868                               |
| Przewodniczący Zarządu Handlu                           | Stafford Northcote Charles Gordon-Lennox, 6. książę Richmond | 1866–1867 1867–1868                     |
| Wiceprzewodniczący Zarządu Handlu                       | Stephen Cave | 1866–1868                               |
| Pierwszy komisarz ds. prac publicznych                  | lord John Manners | 1866–1868                               |
| Wiceprzewodniczący Rady Edukacji                        | Henry Lowry-Corry Robert Montagu | 1866–1867 1867–1868                     |
| Kanclerz Księstwa Lancaster                             | William Courtenay, 11. hrabia Devon John Wilson-Patten | 1866–1867 1867–1868                     |
| Paymaster-General                                       | Stephen Cave | 1866–1868                               |
| Poczmistrz generalny                                    | James Graham, 4. książę Montrose | 1866–1868                               |
| Prokurator generalny                                    | Hugh Cairns John Rolt John Burgess Karslake | 1866 1866–1867 1867–1868                |
| Radcy Generalni Anglii i Walii                          | William Bovill John Burgess Karslake Charles Jasper Selwyn William Brett | 1866 1866–1867 1867–1868 1868           |
| Najwyższy Sędzia Wojskowy                               | John Mowbray | 1866–1868                               |
| Lord adwokat                                            | George Patton Edward Strathearn Gordon | 1866–1867 1867–1868                     |
| Radca generalny Szkocji                                 | Edward Strathearn Gordon John Millar | 1866–1867 1867–1868                     |
| Prokurator Generalny dla Irlandii                       | John Edward Walsh Michael Morris Hedges Eyre Chatterton Robert Richardf Warren | 1866 1866–1867 1867 1867–1868           |
| Radcy Generalni dla Irlandii                            | Michael Morris Hedges Eyre Chatterton Robert Richardf Warren Michael Harrison John Thomas Ball | 1866 1866–1867 1867 1867–1868 1868      |
| Lord steward                                            | John Spencer-Churchill, 7. książę Marlborough Charles Bennet, lord Ossulston | 1866–1867 1867–1868                     |
| Lord szambelan                                          | Orlando Bridgeman, 3. hrabia Bradford | 1866–1868                               |
| Wiceszambelan Dworu Królewskiego                        | Claud Hamilton | 1866–1868                               |
| Skarbnik Dworu Królewskiego                             | William Cecil, lord Burghley Percy Herbert | 1866–1867 1867–1868                     |
| Kontroler Dworu Królewskiego                            | Charles Yorke, wicehrabia Royston | 1866–1868                               |
| Kapitan Gentelmen-at-Arms                               | Charles Bennet, lord Ossulston William Cecil, 3. markiz Exeter | 1866–1868                               |
| Kapitan Ochotników Gwardii                              | Henry Cadogan, 4. hrabia Cadogan | 1866–1868                               |
| Opiekun stajni królewskich                              | Charles Colville, 10. lord Colville of Culross | 1866–1868                               |
| Chief Equerry Clerk Marshal                             | Alfred Paget | 1866–1868                               |
| Mistress of the Robes                                   | Elizabeth Wellesley, księżna Wellington | 1866–1868                               |
| Lord-in-waiting                                         | William Drummond, 7. wicehrabia Strathallan Cornwallis Maude, 4. wicehrabia Hawarden William Bagot, 3. baron Bagot Henry Hepburne-Scott, 7. lord Polwarth Edward Crofton, 2. baron Crofton Edward Bootle-Wilbraham, 2. baron Skelmersdale Richard Somerset, 2. baron Raglan George Baillie-Hamilton, 10. hrabia Haddington | 1866–1868 1866–1867 1866–1868 1867–1868 |